# Db-FM
db-FM（ディービーエフエム）
- ツインビーPARADISE、ときめきメモリアル、國府田マリ子のRadio Canvasなど、コナミのコンピュータゲーム作品、関連商品に登場する架空のラジオ放送局。[1]
- かつてコナミ→コナミデジタルエンタテインメントが、運営していたインターネットラジオサイト。

## 架空の放送局としてのdb-FM
dbは、文化放送等で放送していたラジオ番組のツインビーPARADISEの元になった、ツインビーの舞台であるどんぶり島から命名された。國府田マリ子がパーソナリティーを務めていたラジオ番組を「國府田マリ子のRadio Canvas Vol.1」にて「ツインビーPARADISE」と「國府田マリ子のGAME MUSEUM」の両方を放送する架空の放送局として初めて登場。設定としてはどんぶり島に存在するFMラジオ放送局であり、当地での周波数はコナミの語呂合わせから「57.3MHz」とされた。この設定はインターネット放送局にも引き継がれる。

## インターネット放送局としてのdb-FM
開始した直後はラジオでオンエアーされたツインビーパラダイスのラジオドラマの再放送と、ラジオ番組の再放送などを行っていた。2006年3月31日、コナミの持株会社化に伴い、コナミデジタルエンタテインメントへ運営元が移行した。
特徴として、コナミグループスポンサーとなっているラジオ番組の再送か、ラジオ番組のサブ番組、コナミグループから発売されるCDドラマの放送が中心になっているが、インターネットラジオでしか流れない番組もいくつか放送されてきた。10年半は毎週更新されているインターネットラジオ局としては国内最長の期間の記録である。おそらく、放送局以外の企業が行っている毎週更新されているインターネットラジオ局としても世界最長であると考えられる。しかし、インターネットラジオが普及している一方で、閉局した現在となってはこの記録が抜かれるのも時間の問題である。

### 歴史
- 1997年3月16日 db-FM開局記念 KONAMI ALLSTAR FESTA'97開催 (この様子は同年6月にCD[2]およびビデオ[3]で発売)
- 1997年3月17日 開局
- 1997年12月3日 スペシャルCD「dB-FMカウントダウン」が（KICA-7615）発売される
- 2006年3月31日 コナミからコナミデジタルエンタテインメントへ運営元が移行
- 2007年9月30日 閉局